# Новоапостольська церква
Новоапостольська церква — міжнародна християнська церква, яка відкололася від Католицької Апостольської Церкви під час розколу 1863 року в Гамбурзі, Німеччина. 
Церква існує з 1863 року в Німеччині та з 1897 року в Нідерландах. Вона виникла внаслідок розколу в Гамбурзі в 1863 році, коли вона відокремилася від Католицької Апостольської Церкви, яка сама розпочалася в 1830-х роках як рух оновлення, серед іншого, в англіканській церкві та церкві Шотландії.
Назва «новоапостольська» виникла як відповідь на відокремлення від організації ірвінгіан, де саме і з'явилося таке служіння апостолів, але при цьому ірвінгіани вважали що їх апостоли мають бути лише числом 12, та не можуть замінятися, що згодом й призвело до занепаду їхньої релігійної організації. При цьому гамбурзька община, тоді ще ірвінгіанська, наполягала на постійній зміні апостолів, яких вони згодом і ініціювали, що й призвело до самоназви нових апостолів, на відміну від ірвінгіанських старих апостолів.
Друге пришестя Христа стоїть на першому місці в новоапостольських доктринах. Більшість його доктрин близькі до основного християнства і, особливо його літургії, до протестантизму, тоді як його ієрархію та організацію можна порівняти з Римо-католицькою церквою. Новоапостольська церква не є ні протестантською, ні католицькою. Це центральна церква ірвінгської орієнтації християнства.
Церква вважає себе відновленим продовженням Ранньої Церкви і що її лідери є наступниками дванадцяти апостолів. Ця доктрина в деяких аспектах нагадує Реставрацію.
Офіційною абревіатурою в англомовних країнах є NAC (for New Apostolic Church), тоді як NAK німецькою (Neuapostolische Kirche).

## Теологія
Новоапостольські християни вірять у Трійцю: Бога Отця, Творця світу; Бог Син (Ісус) Син Людський), уособлював Бога, Викупителя і Главу Церкви; і Святий Дух, який керує церквою своїми одкровеннями, дає знання віруючим і діє повсюдно.
Релігія приймає апостольський символ віри, вірить у таїнство Святого Причастя та хрещення, розглядає Біблію як авторитет слова Божого, другого пришестя Христа та дарів Святого Духа.

### Есхатологія
Церква вчить, що друге пришестя Ісуса Христа неминуче.
Есхатологія в Новоапостольській Церкві нещодавно була вдосконалена до цієї послідовності часу кінця:
1. Звершення істинного Тіла Христового (Невидима церква)

2. Друге пришестя Христа і захоплення
3. Шлюб Агнця і водночас Велика Скорбота на Землі – Кроки 2 і 3 будують Перше Воскресіння, як написано в Біблії
4. Повернення Ісуса Христа та його громади на Землю
5. Зв'язування сатани
6. Воскресіння свідків Христа від часу великої скорботи (мучеників)
7. Встановлення тисячолітнього мирного царства під правлінням Ісуса Христа
8. Страшний суд
9. Нове творіння

## Богослужіння
Визнаються три таїнства : хрещення , запечатування святим духом (конфірмація) та святе причастя .
Таїнства ,за вченням цієї деномінації є не символами (як це визнається в багатьох протестанських деномінаціях) але дійсною проявою Божої благодаті.
Основою богослужіння є проповідь ,що базується на одному чи кількох віршах з писання . Головною частиною богослужіння є євхаристія ,яка проводиться наступним чином : служитель відкриває чашу з дарами , і простягши над нею руки просить Бога про осв'ячення і мовить слова з письма мк: 14; 22-24 ,кор 11:26 
для причастя використовуються прісні гостії з трьома каплями вина. 

## Поширення

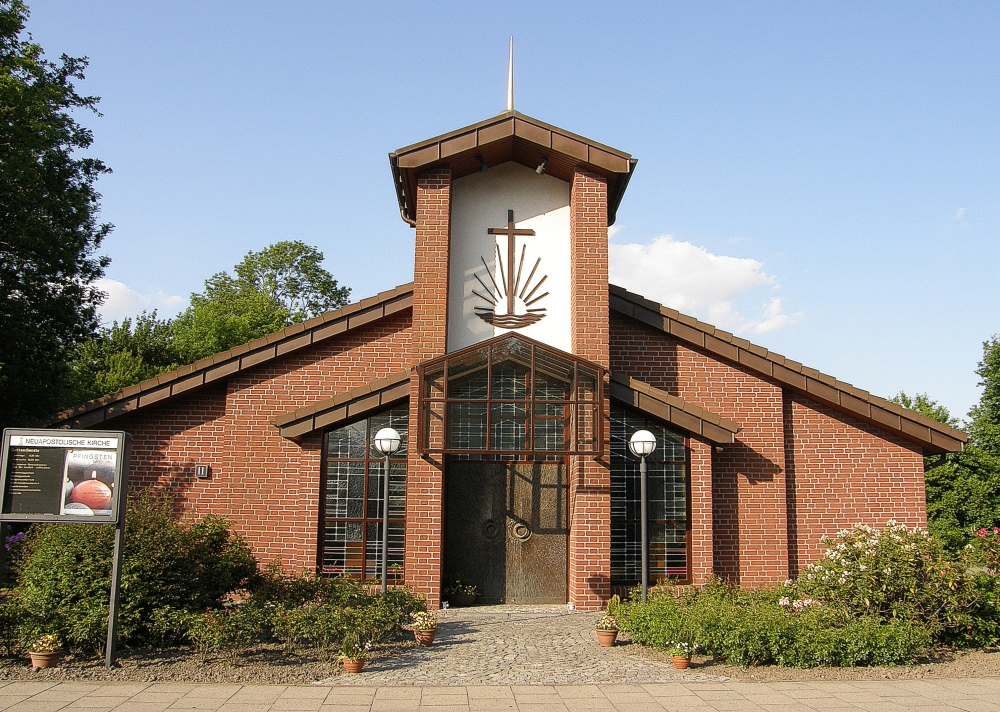
Новоапостольська церква у місті Оттерндорф (Німеччина)

У 2018 році Новоапостольська церква стверджувала, що має близько 9 мільйонів членів у всьому світі, що є найбільшим апостольським рухом. Витоки церкви в Європі, де проживає близько 475 000 новоапостольських християн. 
Найбільша кількість новоапостольських християн живе в Африці. У Демократичній Республіці Конго проживає близько 3 мільйонів, і приблизно 12% жителів Замбії є новоапостольськими. Церква також підтримує високі члени в Гані, Нігерії, Намібії, Анголі, Кенії, Танзанії, Уганді, Мозамбіку та Південній Африці.
Майже 600 000 членів живуть в Азії. Новоапостольська віра спочатку була принесена європейськими емігрантами в Індонезію, де сьогодні проживає 20 000 віруючих. З початку 1970-х років місіонери Церкви поширювали свою віру і в інших країнах. Більшість азійських віруючих живуть в Індії та Пакистані. У Китаї проживає близько 25 000 віруючих, а в Таїланді – 15 000.
Новоапостольська церква в Північній Америці була побудована німецькими служителями в 1870-х роках, які емігрували до США та Канади. Церква зросла в США, налічуючи 35 000 членів у країні в 1994 році. Церква зросла з самого початку, особливо серед населення німецьких іммігрантів.
Також діє у Південній Америці. У Бразилії проживає 60 000 віруючих, а в Перу – 35 000.

Новоапостольська церква у місті Івано-Франківськ

В Україні Новоапостольска церква діє у Києві, Івано-Франківську та Запоріжжі. 